# Bell XV-15
Bell XV-15 (továrním označením Model 301) byl americký experimentální konvertoplán postavený společností Bell Helicopter. Šlo o letadlo s překlopnými rotory, které následovalo po typu Bell XV-3 a předcházelo sériově vyráběnému konvertoplánu Bell Boeing V-22 Osprey. Stroj byl schopen vertikálního vzletu a přistání (VTOL).
Jedno letadlo Bell XV-15 TRRA (Tilt Rotor Research Aircraft) je nyní (únor 2013) v muzeu Steven F. Udvar-Hazy Center v Chantilly ve Virginii.

## Vývoj a konstrukce
Výsledkem programu US Army zvaného Tilt Rotor Research Aircraft (TRRA) byl typ Bell XV-15 (Bell Model 301), jenž sloužil jako testovací platforma pro konvertoplán s překlopnými rotory, který by bylo možno vyrábět sériově (budoucí Bell Boeing V-22 Osprey). Zakázka zněla na výrobu 2 prototypů. První prototyp (imatrikulace N-702NA) vykonal premiérový let 3. května 1977. Druhý prototyp (N-703NA) poprvé vzlétl 23. dubna 1979, 24. července 1979 úspěšně absolvoval přechod z horizontálního letu do vertikálního.
XV-15 měl nosné křídlo s profilem NACA 64A223, na jehož koncích byly překlopné motorové gondoly s rotory o průměru 7,62 m. Bylo vybaveno křidélkami a přistávacími klapkami. Ve výbavě bylo automatické zařízení na řízení a stabilizaci letu. Pilotní kabina byla dvoumístná, oba piloti seděli na vystřelovacích sedadlech umístěných vedle sebe. Svislé ocasní plochy byly zdvojené.

## Specifikace (Bell XV-15)
Data z: NASA SP-2000-4517

### Technické údaje
- Osádka: 2 (pilot, ko-pilot)
- Délka: 12,83 m
- Výška: 3,86 m
- Rozpětí nosného křídla: 17,42 m (i s otáčejícími se rotory)
- Průměr nosného rotoru: 2× 7,62 m
- Prázdná hmotnost:[pozn. 1] 4 574 kg
- Maximální vzletová hmotnost: 6 000 kg
- Hmotnost paliva: 651 kg
- Pohon: 2 × turbohřídelový motor Avco Lycoming LTC1K-4K ; 1 156 kW každý

### Výkony
- Maximální rychlost: 557 km/h (345 mph) v optimální výšce
- Pádová rychlost: 185 km/h
- Dolet: 825 km
- Dynamický dostup:
- Statický dostup bez vlivu země: 2 635 m
- Stoupavost: 16 m/s

## Odkazy

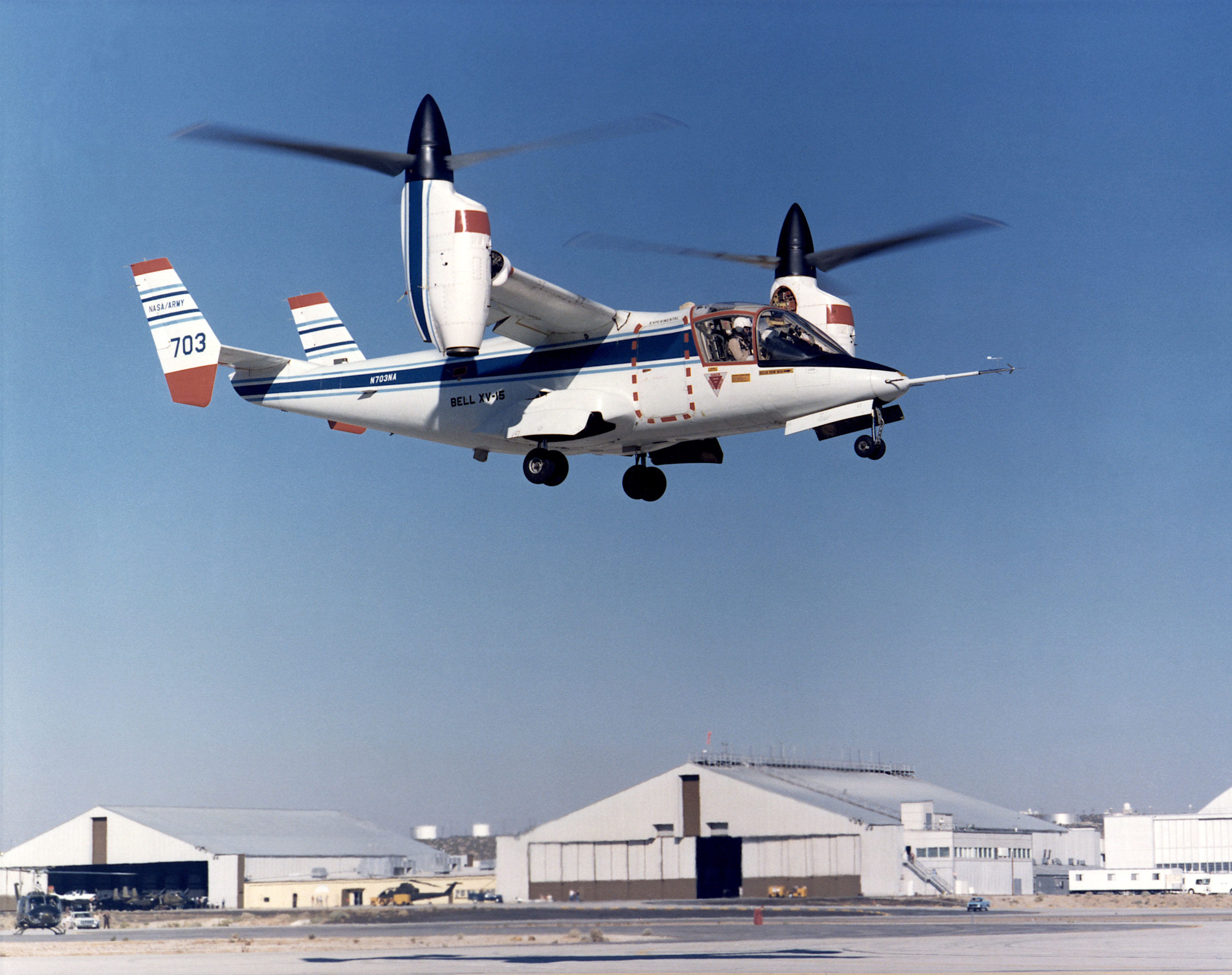
Bell XV-15 při vzletu.

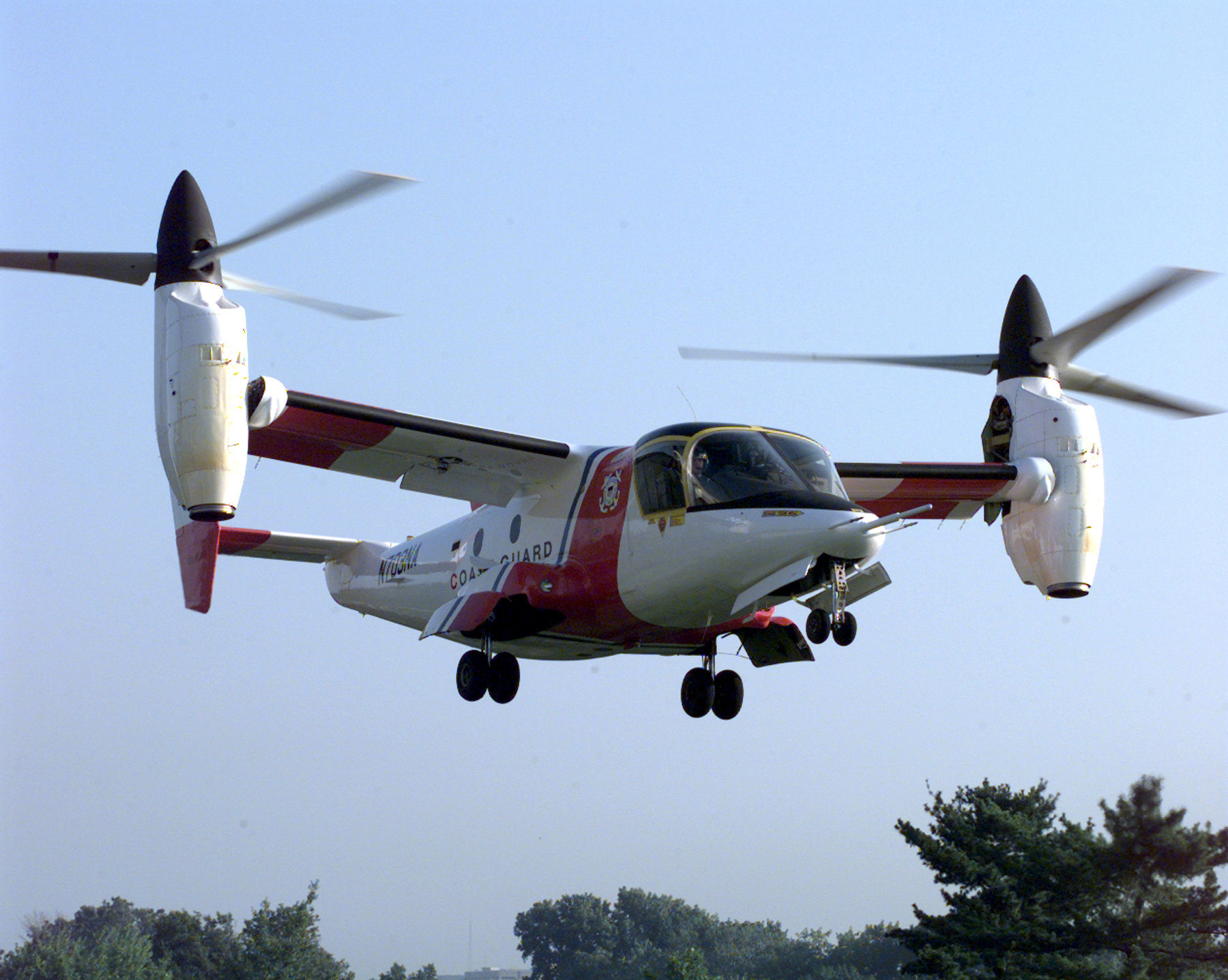
Bell XV-15 USCG během přistání.